# بذلة بيئية
```

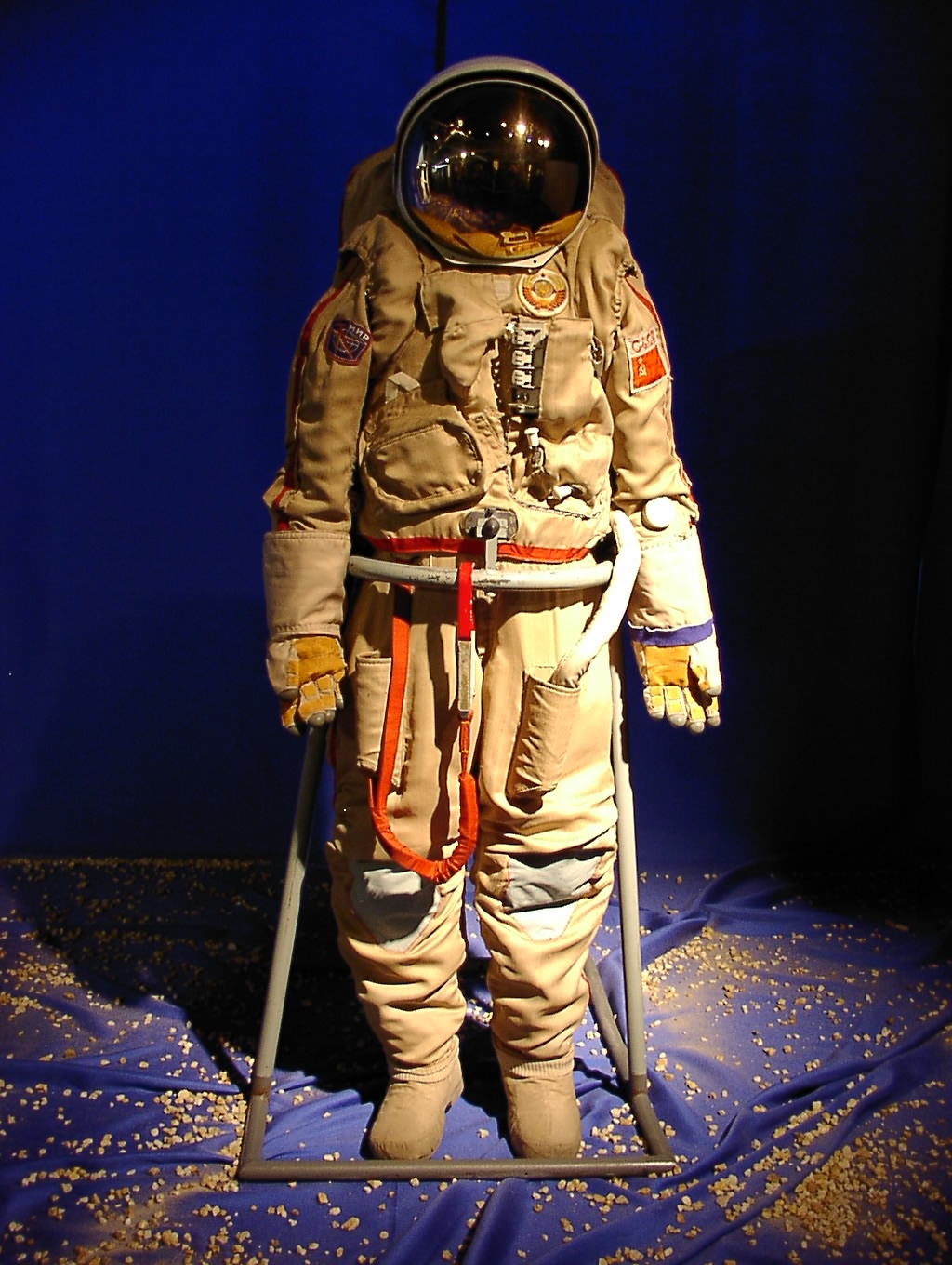
بدلة فضاء سوفيتية

البدلة البيئية هي تصميم خاص من البدلات لأغراض بيئية معينة، بحيث يدفع استخدامها أذىً معين عن البشر. عادةً ما تكون البدلة البيئية مكوّنة من قطعة واحدة، وتشمل العديد من أنواعها على 
خوذة
 أو غطاء للرآس من نوعٍ آخر. عندما تكون البيئة المحيطة خطرة على نحوٍ ما، تكون البلدلة محكمة الإغلاق تماماً.
```

كانت الأشكال الأولى من البدلات البيئية عبارة عن بدلات غطس مصممة لحماية الغواصين من المياه المحيطة (طالع الخط الزمني للتكنولوجيا تحت الماء). تبع ذلك تطوّرات عديدة لحماية مستخدميها من البرد (كملابس الغوص وملابس تحمّل الضغط تحت مياه المحيطات) أو من ضغط ما تحت المياه العالي والذي يتسبب بمرض تخفيف الضغط (على سبيل المثال بدلة الغوص الجوي). كما تستخدم بدلات التزلج لحماية مستخدميها من البرد.
في الطيران، تحمي بذلة الضغط طياري الطائرات المقاتلة من نقص التأكسج (أي داء المرتفعات)، كما يحمي رداء جي من الآثار الضارّة للتسارع (فقدان الوعي بفعل الجاذبية، أو جي-لوك). يتم استخدام البدلات البيئية الأكثر تعقيداً من قبل روائد الفضاء لحمايتهم أثناء إطلاقهم إلى الفضاء وأثناء تواجدهم في الفراغ الفضائي وتتضمن بذلات الفضاء وبدلات النشاط الفضائي. هذه البدلات مدعومة ذاتياً، وتشمل على مصدر تزويد مستخدميها بالأكسجين.
تستخدم البدلات البيئية أيضاً لحماية مستخدميها من التلوث كبدلات المواد الخطرة، أو قد تستخدم لهدف عكسي أي حماية البيئة من التلوث الذي قد يسببه مرتدي البدلة كبدلات التنظيف وبدلات المختبرات وغرف الأبحاث. ومن المعروف بأن ديفيد فيتر وتيد ديفيتا استخدما البدلات التي تحمي الشخص من التلوث في مرحلةٍ ما.